# Kelly Link

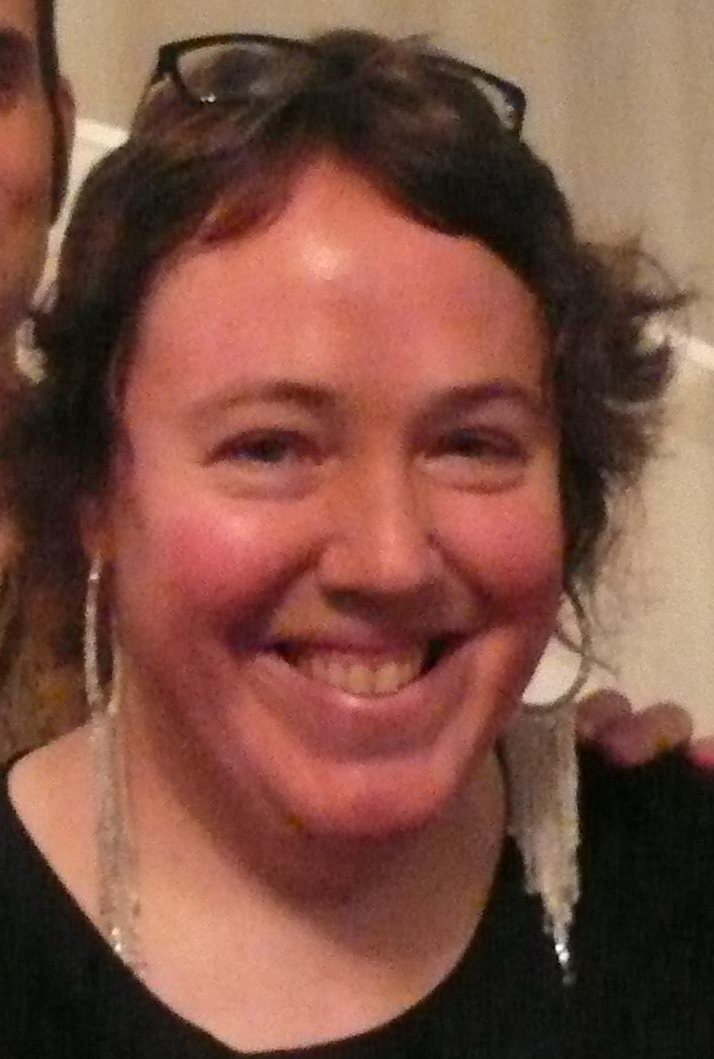
Kelly Link, 2007

Kelly Link (* 19. Juli 1969) ist eine US-amerikanische Science-Fiction-Schriftstellerin und Herausgeberin von zumeist Kurzgeschichten. Einige ihrer Geschichten lassen sich eindeutig einem Genre zuordnen, die meisten können allerdings als Slipstream oder Magischer Realismus bezeichnet werden. Dies ist eine Mischung aus: Science-Fiction, Fantasy, Horror, Mystery und Realismus. Neben anderen Auszeichnungen gewann sie einen Hugo Award, drei Nebula Awards und einen World Fantasy Award; außerdem erhielt sie 2018 ein Stipendium des MacArthur-Fellowship-Programms.

## Biografie
Link ist Absolventin der Columbia University in New York City und dem MFA-Programm der UNC Greensboro. 1995 war sie Teilnehmerin des Clarion East Writing Workshops. Sie und ihr Mann Gavin Grant leiteten Small Beer Press in Northampton Massachusetts. Ebenso waren sie fünf Jahre Co-Herausgeber gemeinsam mit Ellen Datlow von St. Martin’s Press’ Anthologien Year’s Best Fantasy and Horror. Sie war auch die Slush-Leserin für Science-Fiction, die von Datlow verlegt werden sollte. Slush Piles sind Manuskripte oder Auszüge, die unaufgefordert an einen Verleger bzw. Verlag gesendet werden. Die Aufgabe des Erstlesers ist die Abschätzung, ob ein solches Manuskript das Potential zur Veröffentlichung hat und es im Anschluss an den Verleger weiterzugeben.
Link unterrichtete am Lenoir-Rhyne College in Hickory, North Carolina im Frühlings-Semester 2006. Zusätzlich unterrichtete oder besuchte sie eine Menge von Workshops und Schulen: Bard College, in Annandale-on-Hudson, New York; Brookdale Community College, Lincroft, New Jersey; den Imagination Workshop der Cleveland State University; New England Institute of Art & Communications, Brookline, Massachusetts; Clarion East der Michigan State University; Clarion West Writers’ Workshop in Seattle, Washington; Smith College, nahe ihrem Wohnort in Northampton. Sie nahm am Juniper Summer Writing Institute der University of Massachusetts Amherst am MFA Program for Poets & Writers teil.

## Auszeichnungen
- 2018 MacArthur Fellowship[4]
- 2017 World Fantasy Award – Nominierung

Bücher
- Get in Trouble: 2016 Pulitzer-Preis Finalist
- Pretty Monsters: 2008 World Fantasy Award[5] und Locus Award Finalist
- Magic for Beginners: 2006 Locus Award – Beste Kurzgeschichtensammlung
- Stranger Things Happen: Salon Book Awards, Village Voice Favorit (als Free Download, unter Creative Commons).

Kurzgeschichten
- The Game of Smash and Recovery: 2016 Theodore Sturgeon Memorial Award
- The Summer People: 2011 Shirley Jackson Award als beste Novelle,
- The Summer People: 2013 O.-Henry-Preis
- Pretty Monsters: 2009 Locus Award als Beste Novelle
- Magic for Beginners: 2005 Nebula Award als Beste Novelle
- The Faery Handbag: 2005 Hugo Award
- The Faery Handbag: 2005 Nebula Award
- The Faery Handbag: 2005 Locus Award
- Stone Animals: 2005 Best American Short Stories
- Louise’s Ghost: 2001 Nebula Award
- The Specialist's Hat: 1999 World Fantasy Award
- Travels with the Snow Queen: 1997 James Tiptree, Jr. Award

## Werke
Romane
- The Book of Love. New York 2024.

Sammlungen
- Stranger Things Happen, 2000 [dt. Erstausgabe: Seltsame Geschehnisse (Wittenberge: Carcosa, 2025), dt. von Maike Hallmann]
- 4 Stories, 2000
- Die Elbenhandtasche, 2008, Magic for Beginners, 2005
- Pretty Monsters, 2008
- Origin Stories, 2012
- Get in Trouble, 2015

herausgegebene Anthologien
- 2 Creepy Stories, 2002 (mit Ray Vukcevich)
- Trampoline, 2003
- The Year's Best Fantasy and Horror, 2004–2008
- The Best of Lady Churchill’s Rosebud Wristlet, 2007 (mit Gavin J. Grant)
- Steampunk! An Anthology of Fantastically Rich and Strange Stories, 2011 (mit Gavin J. Grant)
- Monstrous Affections: An Anthology of Beastly Tales, 2014 (mit Gavin J. Grant)

Zusätzlich gibt sie gemeinsam mit ihrem Mann seit 1997 das halbjährliche Fantasy Magazin Lady Churchill’s Rosebud Wristlet heraus.
Kurzgeschichten
- Water Off a Black Dog’s Back, 1995
- Travels with the Snow Queen, 1996
- Der Verschwindetrick, 2007, Vanishing Act, 1996
- Flying Lessons, 1996
- Survivor’s Ball, or The Donner Party, 1998
- Nelke, Lilie, Lilie, Rose, 2005, Carnation, Lily, Lily, Rose, 1998
- The Specialist’s Hat, 1998
- The Girl Detective, 1999
- Miss Kansas on Judgement Day, 1999
- Sea, Ship, Mountain, Sky, 2000 (mit Gavin J. Grant)
- Swans, 2000
- Shoe and Marriage, 2000
- The Glass Slipper, 2000
- Louise's Ghost, 2001
- Most of My Friends Are Two-Thirds Water, 2001
- Eingelullt, 2008, Lull, 2002
- Die Kanone, 2008, The Cannon, 2003
- Katzenfell, 2008, Catskin, 2003
- Hortlak, 2008, The Hortlak, 2003
- Steintiere, 2008, Stone Animals, 2004
- Die Elbenhandtasche, 2008, The Faery Handbag, 2004
- Magie für Anfänger, 2008, Magic for Beginners, 2005
- Ein paar Zombie-Notfallpläne, 2008, Some Zombie Contingency Plans, 2005
- Die große Scheidung, 2008, The Great Divorce, 2005
- Monster, 2005
- Origin Story, 2006
- The Wizards of Perfil, 2006
- Light, 2007
- The Constable of Abal, 2007
- The Wrong Grave, 2007
- The Surfer, 2008
- Pretty Monsters, 2008
- The Cinderella Game, 2009
- Secret Identity, 2009
- Valley of the Girls, 2011
- The Summer People, 2011
- Two Houses, 2012
- The New Boyfriend, 2014
- I Can See Right Through You, 2014
- The Lady and the Fox, 2014
- The Lesson, 2015
- The Game of Smash and Recovery, 2015

Essays
- Summation 2003: Fantasy, 2004 (mit Gavin J. Grant)
- You Could Do This Too, 2005 (mit Gavin J. Grant)
- Summation 2004: Fantasy, 2005 (mit Gavin J. Grant)
- On "Magic for Beginners", 2006
- Summation 2005: Fantasy, 2006 (mit Gavin J. Grant)
- Summation 2006: Fantasy, 2007 (mit Gavin J. Grant)
- In Conversation: Logic & Loving Books, 2008 (mit Laurie J. Marks)
- Honorable Mentions: 2007, 2008 (mit Ellen Datlow und Gavin J. Grant)
- Summation 2007: Fantasy, 2008 (mit Gavin J. Grant)